# Povondraïet
Povondraïet is een weinig voorkomend mineraal van de toermalijngroep, met korte prismatische kristallen en heeft een zwarte kleur.

## Ontstaan
Hydrothermaal langs de spleten in gemetamorfoseerde evaporiet.

## Voorkomen
Zwarte kristallen met en lengte tot 1 cm komen voor in vindplaatsen als Alto Chapare in Cochabamba, Bolivia.